# كلية العلوم (جامعة عين شمس)
كلية العلوم (جامعة عين شمس) إنشئت في شهر يوليو 1950 ضمن إجراءات إنشاء جامعة إبراهيم باشا الكبير وبدأت الدراسة بمنطقة الأورمان بالجيزة ثم انتقلت في عام 1951 إلى المنطقة المحيطة بقصر الزعفران وشغلت بعض المباني حول القصر، وبذلك تكون كلية العلوم هي أول كلية تشغل مبانيها منطقة الزعفران، وقد بدأ إنشاء المبنى الرئيسي للكلية في عام 1962 واستكمل في بداية السبعينات، كما تم إضافة مبنى جديد للكلية عام 2000.سنوات الدراسة 4 سنوات
يمنح خريج كلية العلوم لقب أخصائي علمي في مجال التخصص بعد حصوله على درجة البكالوريوس في العلوم، وهو لقب خاص بخريجي كليات العلوم فقط. ويقيد بنقابة المهن العلمية بشعبة الاختصاص طبقا لأحكام المواد 6 و11 من القانون 80 لسنة 69، والمعدل بالقانون 120 لسنة 83. ورفضت النقابة مؤخرا ضم خريجي كليات العلوم الطبية (تكنولوجيا العلوم الصحية حاليا) لتحول مسارها الأكاديمي لمسار فني أو تكنولوجي مساعد.

## أقسام الكلية
1. قسم الرياضيات
2. قسم الفيزياء
3. قسم الكيمياء
4. قسم الجيولوجيا
5. قسم علم النبات
6. قسم علم الحيوان
7. قسم علم الحشرات
8. قسم الكيمياء الحيوية
9. قسم الجيوفيزياء
10. قسم الميكروبيولوجي
11. قسم جيوفيزياء البترول
12. قسم تكنولوجيا وعلوم النانو
13. قسم الفيزياء الحيوية

## الدرجات العلمية
تقسم كما يلي :

أولاً: درجة البكالوريوس في العلوم:

مدة الدراسة للحصول على درجة البكالوريوس أربع سنوات جامعية
- مجموعة العلوم الطبيعية والرياضية:

1. الرياضيات
2. الرياضة البحتة والإحصاء الرياضي
3. الرياضة البحتة وعلوم الحاسب
4. الإحصاء الرياضي وعلوم الحاسب
5. الفيزياء
6. الفيزياء وعلوم الحاسب
7. الفيزياء والرياضة البحتة
8. فيزياء المواد
9. الإلكترونيات
10. الكيمياء التطبيقية
11. الفيزياء والكيمياء
12. الكيمياء
13. الكيمياء البيئية والكيمياء
14. الفيزياء الحيوية

- مجموعة العلوم البيولوجية:

1. النبات
2. الميكروبيولوجيا
3. علم الحيوان
4. علم الحشرات
5. الكيمياء الحيوية
6. النبات والكيمياء
7. الميكروبيولوجي والكيمياء
8. الحيوان والكيمياء
9. الحشرات والكيمياء
10. الكيمياء الحيوية والميكروبيولوجي
11. الحشرات والميكروبيولوجي

- مجموعة العلوم الجيولوجية والجيوفيزياء:

1. الكيمياء الحيوية والكيمياء
2. الحشرات والكيمياء الحيوية
3. الجيولوجيا.
4. الجيولوجيا والكيمياء
5. الجيوفيزياء.
6. الجيولوجيا والجيوفيزياء.

ثانياً: دبلومات الدراسات العليا في العلوم:

ويشترط في قيد الطالب لنيل أي من دبلومات الدراسات العليا أن يكون حاصلا على درجة بكالوريوس في العلوم من إحدى الجامعات المصرية، أو على درجة معادلة لها من أي معهد علمي آخر معترف به، وأن يتابع الدراسة لمدة سنة على الأقل، وذلك وفقاً لأحكام اللائحة الداخلية.
في أحد فروع التخصص التالية:
1. دبلوم الفيزياء الإشعاعية
2. دبلوم القياسات الضوئية
3. دبلوم فيزياء الجوامد والإلكترونيات
4. دبلوم الطاقة الشمسية
5. دبلوم أشعة الليزر واستخداماتها
6. دبلوم الفيزياء الحيوية
7. دبلوم فيزياء الغلاف الجوي والمناخ
8. دبلوم الكيمياء التطبيقية
9. دبلوم الكيمياء التحليلية
10. دبلوم كيمياء التغذية
11. دبلوم البيولوجيا الجزئية
12. دبلوم التحاليل الكيميائية الحيوية
13. دبلوم الحشرات التطبيقي
14. دبلوم الحشرات الطبية
15. دبلوم الحاسبات العلمية وتطبيقاتها
16. دبلوم الإحصاء التطبيقي
17. دبلوم الرياضيات في علوم البيئة
18. دبلوم الإحصاء الحيوي
19. دبلوم حاسب تأهيلي
20. دبلوم جيولوجيا البترول
21. دبلوم جيولوجيا التعدين
22. دبلوم جيولوجيا البترول
23. دبلوم الجيولوجيا البيئية
24. دبلوم الجيوفيزياء التطبيقية
25. دبلوم الزلازل
26. دبلوم التقنيات البيولوجية في علم الحيوان
27. دبلوم الحيوان الاقتصادي
28. دبلوم علم التصنيف والفلوره
29. دبلوم فسيولوجيا النبات التطبيقي

ثالثاً: درجة الماجستير في العلوم:

يشترط لقيد الطالب لدرجة الماجيستير في العلوم أن يكون حاصلاً على درجة البكالوريوس في العلوم من إحدى الجامعات المصرية أو على درجة معادلة لها من معهد علمي معترف به بتقدير عام جيد على الأقل وألا يقل تقديره في مادة التخصص عن تقدير جيد بالإضافة إلى استيفاء الشروط العلمية التي يضعها القسم المختص ومدة الدراسة والبحث عامان على الأقل وذلك وفقاً لأحكام اللائحة الداخلية.
1. الرياضة البحتة
2. الرياضة التطبيقية
3. الإحصاء الرياضي
4. علوم الحاسبات
5. الفيزياء
6. الفيزياء الحيوية
7. الكيمياء
8. الكيمياء الحيوية
9. علم النبات
10. علم الحيوان
11. الجيولوجيا
12. الميكروبيولوجي
13. علم الحشرات
14. الجيوفيزياء

رابعا: درجة دكتوراه الفلسفة في العلوم:

تمنح كلية العلوم درجة الدكتوراه الفلسفة في العلوم في نفس التخصصات المشار إليها في درجة الماجستير في العلوم، ويشترط لقيد الطالب أن يكون حاصلاً على درجة الماجستير في العلوم من إحدى الجامعات المصرية أو على درجة معادلة لها من معهد علمي معترف به وأن يقوم الطالب ببحوث مبتكرة في موضوع يقرة مجلس الكلية لمدة عامين دراسيين على الأقل تحت إشراف أساتذة متخصصين بناء على اقتراح مجلس القسم، وتشترط بعض الأقسام العلمية أداء امتحان بنجاح في بعض المقررات النظرية قبل التسجيل لدرجة الدكتوراه وفقاً لأحكام اللائحة الداخلية.
خامسا: درجة دكتوراه العلوم:

يشترط في المتقدم لنيل درجة دكتوراه العلوم أن يكون حاصلاً على درجة دكتوراه الفلسفة في العلوم ومضى على حصولة عليها خمس سنوات على الأقل وأن يقدم مجموعة بحوث مبتكرة منشورة لم يسبق له التقدم بها للحصول على درجات علمية وعلى المتقدم أن يبين الإتجهات العامة لبحوثه وما قدمه للعلم من فائدة ملموسة وكذلك ما قام به من بحوث مشتركة وما أشرف عليه من رسائل علمية، وله أن يقدم أيضاً بياناً بالأعمال العلمية المبتكرة غير المنشورة التي تدل على إضافات جديدة للعلم وفقاً لأحكام اللائحة الداخلية.

## وحدات ذات الطابع الخاص
- مركز الدراسات والاستشارات العلمية
- المعمل المركزي
- وحدة شبكة المعلومات
- مكتبة كلية العلوم المركزية
- المعشبة (تضم حوالي 5076 عينة نبات) [4]

## متاحف الكلية
- متحف قسم علم الحشرات
- متحف قسم علم الحيوان
- متحف قسم علم النبات
- متحف قسم الجيولوجيا

## وصلات خارجية
- الموقع الرسمي لكلية علوم عين شمس نسخة محفوظة 22 يونيو 2013 على موقع واي باك مشين.